# Ramzes VII
Ramzes VII – faraon, władca starożytnego Egiptu z XX dynastii, z okresu Nowego Państwa. Prawdopodobnie panował w latach 1134-1126 p.n.e. lub 1136-1128 p.n.e. Był prawdopodobnie synem Ramzesa VI.
Brak jest danych dotyczących Ramzesa VII. Był królem, który pozostawił kartusze ze swym imieniem w bardzo niewielu miejscach. Wiemy o bardzo niskich wylewach Nilu za jego czasów, co pociągnęło za sobą klęskę nieurodzaju, rosnący głód i szalejącą inflację, niszczącą majątki nawet najbogatszych. Władca nie angażował się w życie publiczne, przekazując wiele obowiązków, coraz bardziej skorumpowanym urzędnikom. Nie opuszczał lub bardzo rzadko opuszczał swój pałac. Zaprzestał inspekcji na prowincji i coraz mniej interesował się sprawowaniem władzy, co spowodowało wzrost wpływów kapłanów Amona w Tebach.
Ramzes VII pochowany został w Dolinie Królów w niewielkim, skromnym grobowcu KV 1. Jak dotąd mumii króla nie odnaleziono.

## Tytulatura
| G5 |

| G5 |

| E1 · D40 | a · n · D6 | m | sw | A42 |

| E1 · D40 | a · n · D6 | m | sw | A42 |

| E1 · D40 | a · n · D6 | m | sw | A42 |

| E1 · D40 | a · n · D6 | m | sw | A42 |

| G5 |

| G5 |

| E1 · D40 | a · n · D6 | m | sw | A42 |

| E1 · D40 | a · n · D6 | m | sw | A42 |

| E1 · D40 | a · n · D6 | m | sw | A42 |

| E1 · D40 | a · n · D6 | m | sw | A42 |

| M23 · X1 | L2 · X1 |

| M23 · X1 | L2 · X1 |

| ra | wsr | C12 | mr | ra · stp · n |

| ra | wsr | C12 | mr | ra · stp · n |

| ra | wsr | C12 | mr | ra · stp · n |

| ra | wsr | C12 | mr | ra · stp · n |

| M23 · X1 | L2 · X1 |

| M23 · X1 | L2 · X1 |

| ra | wsr | C12 | mr | ra · stp · n |

| ra | wsr | C12 | mr | ra · stp · n |

| ra | wsr | C12 | mr | ra · stp · n |

| ra | wsr | C12 | mr | ra · stp · n |

| G39 | N5 |

| G39 | N5 |

| N5 | C12 | F31 | O34 · O34 | M17 · X1 | R8 | S38 | O28 |

| N5 | C12 | F31 | O34 · O34 | M17 · X1 | R8 | S38 | O28 |

| N5 | C12 | F31 | O34 · O34 | M17 · X1 | R8 | S38 | O28 |

| N5 | C12 | F31 | O34 · O34 | M17 · X1 | R8 | S38 | O28 |

| G39 | N5 |

| G39 | N5 |

| N5 | C12 | F31 | O34 · O34 | M17 · X1 | R8 | S38 | O28 |

| N5 | C12 | F31 | O34 · O34 | M17 · X1 | R8 | S38 | O28 |

| N5 | C12 | F31 | O34 · O34 | M17 · X1 | R8 | S38 | O28 |

| N5 | C12 | F31 | O34 · O34 | M17 · X1 | R8 | S38 | O28 |